# Равна-Гора (Хорватия)
Ра́вна-Го́ра (хорв. Ravna Gora) — община с центром в одноимённом посёлке на севере Хорватии, в Приморско-Горанской жупании. Население 1869 человек в самом посёлке и 2724 человек во всей общине (2001). Кроме Равны-Горы в общину входят ещё 5 окрестных деревень. Подавляющее большинство населения — хорваты (97,83 %).
Равна-Гора находится в восточной части Горски-Котара примерно на равном расстоянии между Делнице и Врбовско (до обоих городов около 12 км). В 500 метрах к северу от посёлка проходит автомагистраль A6 (Загреб — Риека), с которой в посёлок есть съезд. На автомагистрали расположена зона отдыха, также названная Равна-Гора (сразу после тоннеля Яворова-Коса при следовании от Загреба).
Посёлок находится в холмистой местности. Уровень высот в черте посёлка — 775—910 метров над уровнем моря, приходская церковь Святой Терезы Авильской в центре Равны-Горы находится на высоте 825 метров над уровнем моря.